# Limnebius mesatlanticus
Limnebius mesatlanticus är en skalbaggsart som beskrevs av André Théry 1933. Limnebius mesatlanticus ingår i släktet Limnebius och familjen vattenbrynsbaggar. Inga underarter finns listade i Catalogue of Life.